# 十二烷基聚氧乙醚硫酸钠
十二烷基聚氧乙醚硫酸钠（英語：Sodium laureth sulfate），又称月桂醇聚醚硫酸酯钠，存在于很多个人护理用品（如香皂、洗髮精、牙膏等）中，是一种廉价且高效的清洁剂和表面活性剂。

## 性质
化学式 CH3(CH2)10CH2(OCH2CH2)nOSO3Na，其中 n 值为分子中所含乙氧单位的数目，有時英文會將此 n 值表達於其名稱中，如laureth-2 sulfate。商业品中 n 值非單一，亦即其中为多种不同 n 值化合物的混合物，n 則表示其平均数目，常見的產品 n 值为3。

## 制备
通过十二醇的乙氧基化得醇负离子，再经反应产生硫酸酯中间体，最后中和为钠盐。

## 安全性
在美國的試驗顯示，一般消費者的使用是安全的。澳州政府 Department of Health and Ageing 及 National Industrial Chemicals Notification and Assessment Scheme (NICNAS) 認定其不會與DNA反應。 
與許多其他的清潔劑相同的是，十二烷基聚氧乙醚硫酸钠具刺激性。文獻中指出十二烷基聚氧乙醚硫酸钠對動物及人體會造成眼睛及皮膚的刺激。
有些含该化合物的用品也含有低浓度的致癌物1,4-二噁烷（ 可能高達 300 ppm) ，來自其乙氧基化制程之副產物。1,4-二噁烷為國際癌症研究機構認定之二B類致癌物，故使用上之安全性受质疑。

## 外部連結
- Sodium Laureth Sulfate（页面存档备份，存于） - David Suzuki Foundation